# Hikikomori

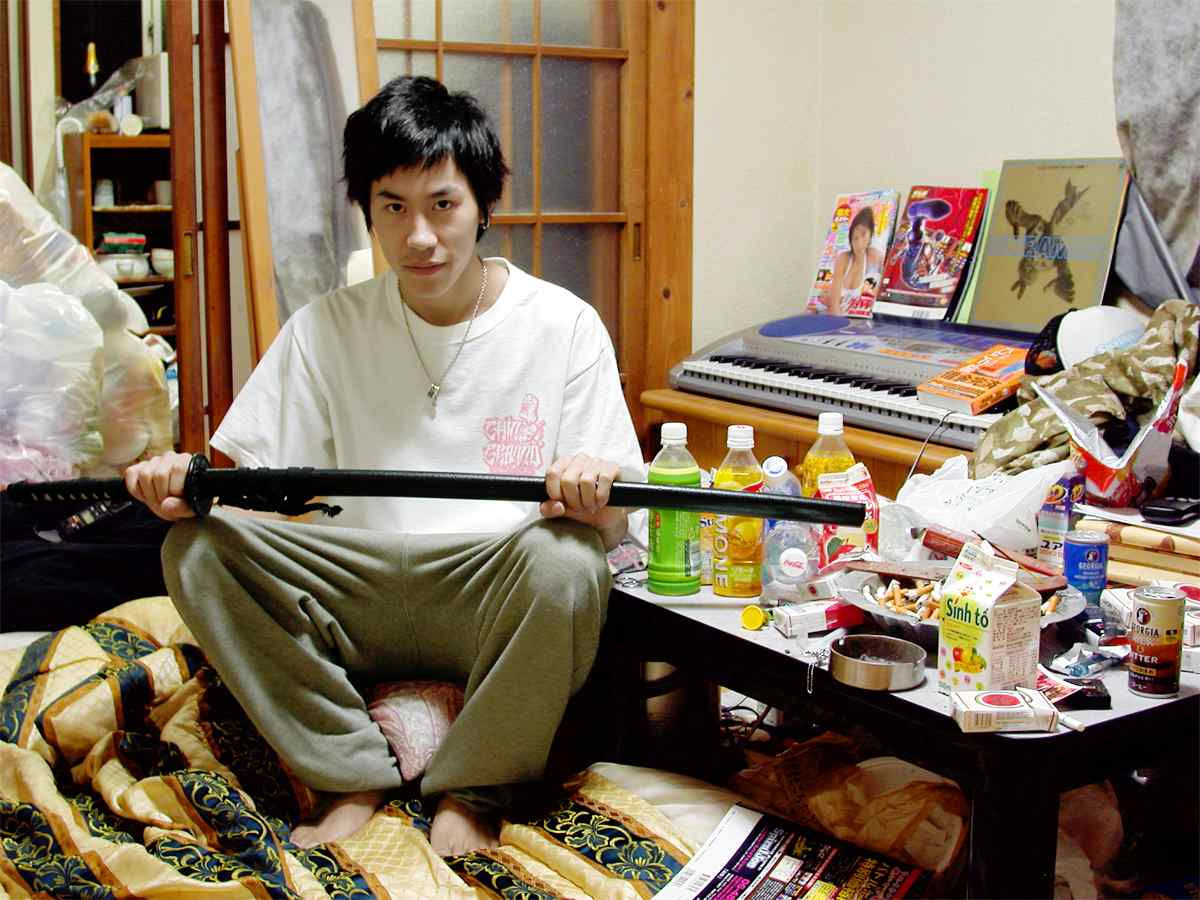
Ảnh chụp một thanh niên Nhật Bản sống như hikikomori vào năm 2004

Hikikomori (tiếng Nhật:  ひきこもり hoặc 引きこもり, được giải nghĩa trong tiếng Việt là "Thu mình vào bên trong, trở nên hạn chế hoạt động) là hiện tượng những người tự giam mình trong căn phòng đơn lẻ, từ chối tham gia vào đời sống xã hội và hoạt động gia đình trong khoảng thời gian dài hơn 6 tháng, chỉ liên hệ duy nhất với người thân trong gia đình, người bị bệnh nặng đối với gia đình hay người thân cũng không quan tâm. Bởi vậy, hikikomori cũng được gọi là "Những ẩn sĩ thời Hiện đại".
Theo số liệu thống kê của Bộ Y tế Nhật Bản, hiện cả nước Nhật Bản ước chừng có ~50 ngàn trường hợp nhưng trên thực tế, những cá nhân hikikomori có thể lên đến hàng triệu người. Hikikomori khá giống với weeaboo, là một thuật ngữ được một quản lý của diễn đàn 4chan cắt nghĩa từ một từ trong bộ truyện tranh có tựa đề Perry Bible Fellowship được sáng tác bởi Nicholas Gurewitch rất nổi tiếng lúc bấy giờ. Weeaboo nhanh chóng được dùng thay thế cho Wapanese và một hàm ý nhằm ám chỉ việc gây ra những điều khó chịu. Có thể hiểu đại khái là một đối tượng hâm mộ cuồng nhiệt quá mức nền văn hóa Nhật Bản. Những người hâm mộ có thể phá vỡ ranh giới của xã hội (Cắt nghĩa của phá vỡ ranh giới của xã hội ở đây là việc lạm dụng quá mức các từ ngữ tiếng Nhật). Đây là thuật ngữ của những người hâm mộ này sử dụng đối với người hâm mộ khác. Nó được sử dụng để phân biệt giữa những người hâm mộ "thông thường" và những người hâm mộ đến mức "cuồng".

## Đối tượng
Những đối tượng thường hay mắc phải chứng hikikomori đại đa số thuộc lứa tuổi thanh thiếu niên, ngoài ra còn một số ít là người trung niên.

## Biểu hiện
Hikikomori là một hiện tượng xã hội. Ban đầu, đối tượng tự cắt đứt mối quan hệ với bạn bè và trường học, sau đó thu hút sự quan tâm của gia đình, trước hết là người mẹ. Cuối cùng, trong giai đoạn thứ ba, hikikomori chấm dứt quan hệ với gia đình và tập trung sự hung hãm vào chính mình. Trong căn phòng, hikikomori không làm gì cả ngoại trừ việc lên Internet vào buổi tối và ngủ suốt ngày. Chìm ngập trong thế giới ảo tưởng của chính họ, hikikomori hoàn toàn cách ly với cộng đồng.
Suốt nhiều năm, hikikomori là bị xem là đề tài cấm kị, đến cuối những năm 1990, họ đột nhiên bị rơi vào tầm ngắm của các phương tiện thông tin đại chúng, bởi những hành vi phạm pháp nghiêm trọng của một số hikikomori. Tháng 5 năm 2000, một hikikomori 17 tuổi chạy trốn khỏi bệnh viện tâm thần đã cướp xe buýt sau khi giết chết một hành khách. Một hikikomori khác nghiện phim con heo đã biến ý tưởng của bản thân thành hiện thực thông qua việc hãm hiếp bốn trẻ em vị thành niên. Tiếp theo là vụ bê bối liên quan đến một chàng trai hikikomori 24 tuổi bắt cóc một cô gái 17 tuổi và suốt bốn tháng liền, anh ta đã đóng rọ miệng nạn nhân. Tuy nhiên, giới chuyên gia địa phương cho rằng, đa số hikikomori không làm hại ai ngoài bản thân họ.
Hikikomori dễ dàng ẩn mình vào "ổ kén" suốt nhiều năm ròng, mất dần mối quan hệ giữa những người bạn bè, hàng xóm và các thành viên trong gia đình. Trong trường hợp nổi giận, hikikomori thường đổ cơn thịnh nộ lên đầu những người thân thiết nhất. Không hiếm những trường hợp các bậc phụ huynh bị chính con cái của mình khủng bố, buộc phải ngủ hay trốn trong xe hơi hoặc trong nhà tắm và tự vệ bằng bình xịt hơi cay.

## Nguyên nhân
Khá đông giới trẻ đam mê phát cuồng phim ảnh duy linh và trò chơi điện tử, từ lâu đã lựa chọn thế giới ảo làm điểm tựa tinh thần duy nhất cho bản thân, kể cả mỗi khi gặp phải những chuyện đau buồn trong cuộc sống. Máy vi tính, Play Station và những đầu máy phát DVD kết nối vào mạng Internet, lĩnh vực vốn là niềm tự hào của Nhật Bản, lại cũng chính là "đồng tác giả" tạo ra lối sống hikikomori. Con người có thể liên hệ với thế giới bên ngoài và đặt bữa ăn qua mạng Internet. Nền công nghiệp Nhật Bản không ngừng nỗ lực sản xuất các trò chơi ngày càng siêu ảo. Mọi thực tế đều có thể bị "bỏ qua" bên cạnh những trò chơi này.
Bên cạnh đó, Nhật Bản cũng là một nơi có môi trường cạnh tranh vô cùng khốc liệt về mảng giáo dục. Tại quốc gia này, chỉ có vài trường đại học "đắt giá", vậy nên sức ép và sự ganh đua là rất lớn, chỉ khoảng gần 20% học sinh may mắn thực hiện được "giấc mơ Nhật Bản", sẽ giành được biên chế suốt đời tại các tập đoàn danh tiếng. Số đông thanh niên không được tuyển dụng, cảm thấy cuộc sống trở nên vô nghĩa, và rồi họ tự rút lui và biến mất giống như một hikikomori thực thụ. Hiện tượng này có thể phần nào được hình thành bởi đặc thù của nền kinh tế Nhật Bản, phải trải qua hàng thập kỷ mất mát, khiến lực lượng lao động sáng tạo (có tính hướng nội) bị gạt qua bên lề của kinh tế. Theo ý kiến một số chuyên gia, nếu ở Hoa Kỳ, lực lượng này sẽ là lực lượng lao động chủ chốt của những doanh nghiệp sáng tạo theo hình mẫu Google, Microsoft hay Apple vốn dĩ là những người làm việc khá độc lập và tách biệt. Đơn cử cho trường hợp này là Bill Gates trong thời gian đầu khởi nghiệp, ông thường giam mình trong nhà kho của trường Harvard để nghiên cứu về máy tính.